# Rayan (futebolista)
Rayan Poltronieri Pereira, mais conhecido como Rayan (Linhares, 21 de dezembro de 1989), é um futebolista brasileiro que atua como zagueiro e lateral-esquerdo. Atualmente, defende o Náutico.

## Carreira

### Antecedentes
Rayan nasceu em Linhares, Espírito Santo, Rayan iniciou sua carreira aos sete anos. Os seus primeiros chutes foram na escolinha de futebol de campo da Associação Esportiva e Recreativa Tubarão (AERT) e na de futsal do Clube Ítalo Brasileiro, as duas situadas na Grande Vitória. Desde novo ele sempre ouviu comentários negativos sobre as condições do futebol capixaba, além de conselhos para sair para outros estados, caso quisesse ter um futuro.
Aos 15 anos, Rayan deu o primeiro passo de sua carreira. Ele pegou suas coisas e partiu rumo à São Paulo. Primeiro, um teste sem sucesso no Atlético Sorocaba, mas a busca pelo sonho falou mais alto. Contando com uma ajuda especial, o capixaba conseguiu dar início ao seu grande sonho. O apoio veio do experiente Thiago Martinelli, que já defendeu clubes como Vasco da Gama e Cruzeiro. Segundo Thiago, quase não houve a possibilidade de Rayan mostrar seu futebol pela falta de alojamento para os meninos das categorias inferiores do São Caetano.
Mas, após insistir e falar sobre as qualidades do jogador, ele convenceu o supervisor da base a dar uma chance ao garoto. Depois de alguns anos, começou a carreira profissional no São Caetano em 2007, aonde também integrou o grupo que foi vice-campeão do Campeonato Paulista de 2007.
Depois, passou por clubes brasileiros como Mirassol, Batatais, Red Bull Brasil, Campinense, Icasa, Rio Claro e São José.

### Santo André
Em meados de 2013, Rayan chegou ao Santo André. Sua primeira partida aconteceu em 1 de junho, entrando como titular em um empate fora de casa por 1 a 1 com o Marcílio Dias, pela Série D de 2013. Seu primeiro gol pelo clube aconteceu em 13 de julho, em uma vitória em casa por 2 a 0 sobre a Penapolense.
Iniciou a temporada seguinte como titular do Santo André. A pouca experiência, somada a algumas falhas em jogos decisivos fizeram com que ele perdesse espaço, principalmente após a chegada do técnico Vílson Taddei. Assim, o jogador ficou no banco de reservas, mas manteve a confiança da diretoria. Renovou seu contrato no dia 2 de maio de 2014, com o novo contrato válido até abril de 2015.
Pelo Santo André, fez 33 partidas e marcou 2 gols.

### São Bernardo
Em meados de 2015, Rayan chegou ao São Bernardo. Estreou pelo clube em 24 de fevereiro de 2016, entrando como titular em uma derrota fora de casa por 2 a 0 para o Capivariano, pelo Campeonato Paulista de 2016. Rayan não recebeu muitas oportunidades no clube, tendo disputado apenas 4 partidas e marcado nenhum gol.

### ASA de Arapiraca
Enquanto o São Bernardo ficou sem jogos do time profissional após o término do Campeonato Paulista de 2016, a diretoria do Tigre seguiu empenhada em emprestar os atletas, na tentativa de economizar gastos e montar um elenco competitivo para a temporada seguinte. Tanto que em 22 de abril de 2016, Rayan foi emprestado ao ASA de Arapiraca, por um contrato até o final do ano.
Seu primeiro jogo aconteceu em 28 de abril, entrando como titular em uma vitória em casa sobre o Genus por 2 a 1, pela Copa do Brasil de 2016. Pelo clube, fez 17 partidas e marcou nenhum gol.

### Paraná
Em 10 de janeiro de 2017, Rayan foi oficializado pelo Paraná, para reforçar o setor mais desfalcado do time desde a saída dos jogadores que atuaram em 2016. Sua estreia pelo clube aconteceu em 29 de janeiro, entrando como titular em uma vitória em casa por 5 a 0 sobre o Foz do Iguaçu, jogo no qual também marcou seu primeiro gol pelo clube, pelo Campeonato Paranaense de 2017.
O jogador fez parte dos principais zagueiros durante a temporada de 2017, ano em que o Paraná garantiu o seu acesso na Série B de 2017. Mas em 2018, Rayan foi muito aproveitado pela equipe. Apesar de fazer parte do time até o fim da temporada, Rayan não estava nos planos do Paraná, que foi modificando o time a partir da confirmação de seu rebaixamento. Em 7 de novembro de 2018, Rayan optou por não renovar seu contrato e deixou o clube.
Pelo Paraná, fez 61 partidas e marcou um gol.

### Ferroviária
Em 3 de janeiro de 2019, Rayan foi oficializado pela Ferroviária. Sua estreia aconteceu em 19 de janeiro, entrando como titular em uma derrota fora de casa para o Santos por 1 a 0, pelo Campeonato Paulista de 2019. Fez seu primeiro gol pelo clube em 25 de fevereiro, em uma vitória em casa por 2 a 1 sobre o Oeste. Titular absoluto na campanha, foi um dos líderes da equipe e esteve na campanha do time, que pela primeira vez desde que voltou à elite, avançou de fase até as quartas-de-final.
Na sua primeira passagem pela Ferroviária, fez 13 partidas e marcou um gol.

### Bragantino
Em abril de 2019, Rayan foi emprestado ao Bragantino. Sua estreia aconteceu em 10 de maio, entrando como titular em uma vitória em casa sobre o Atlético Goianiense por 3 a 0, pela Série B de 2019. Durante a campanha, esteve revezando entre a titularidade e o banco de reservas da equipe do treinador Antônio Carlos Zago, mesma campanha em que o clube se sagrou campeão.
Pelo Bragantino, fez 14 partidas e marcou nenhum gol.

### Retorno à Ferroviária
Para a temporada 2020, Rayan retornou à Ferroviária e encerrou seu contrato de empréstimo ao Bragantino. Fez sua reestreia pelo clube em 23 de janeiro, entrando como titular contra o Mirassol no qual sua equipe empatou em casa por 1 a 1, pelo Campeonato Paulista de 2020.
Mas dessa vez, na sua segunda passagem pelo Ferroviária, não recebeu muitas oportunidades, tendo participado de 5 partidas e marcado nenhum gol.

### Ponte Preta
Em 10 de junho de 2020, Rayan foi oficializado pela Ponte Preta, por um contrato até o final da temporada. Fez sua estreia pelo clube em 8 de agosto, entrando como titular em uma derrota em casa por 1 a 0 para o América Mineiro, pela Série B de 2020. Rayan teve um ano prejudicado por causa de lesões, em especial uma fratura na mandíbula ocorrida em campo, e acabou tendo mais chances no final da série B, apresentando uma boa atuação na zaga alvinegra.
Em 11 de fevereiro de 2021, Rayan rescindiu com a Ferroviária e assinou um contrato definitivo com a Ponte Preta.

## Títulos
Santo André
- Copa Paulista: 2014

Bragantino
- Campeonato Brasileiro - Série B: 2019

Criciúma
- Campeonato Catarinense - Série B: 2022
- Campeonato Catarinense: 2023